# Gilford (Maine)
Pour les articles homonymes, voir Gilford.
Gilford est une ville située dans l’État américain du Maine, dans le comté de Penobscot.

## Géographie
|                  |                 | Chester (Maine) |
|                  | Gilford         | Lincoln (Maine) |
| Maxfield (Maine) | Howland (Maine) |                 |

## Source
- (en) Cet article est partiellement ou en totalité issu de l’article de Wikipédia en anglais intitulé « Guilford, Maine » (voir la liste des auteurs).